# Star Ocean (computerspelserie)
Star Ocean is een serie van actierollenspellen die zijn ontwikkeld door tri-Ace en uitgegeven door Square Enix.

## Ontwerp
De spelserie bevat een sciencefictionthema met als grote invloed de Star Trek-serie. In de spellen moet men als personage vechten tegen indringers door het succesvol uitvoeren van aanvallen en verdedigingen. Het is ook een van de eerste rollenspellen waarin de dialoogkeuze van de speler bepalend is voor de uitkomst van het spel. Zo zijn er in het tweede deel 86 verschillende eindes mogelijk.
De spellen bevatten ook een relatiesysteem dat is gebaseerd op een datingsimulatie. De speler moet hierbij punten verzamelen voor vriendschappen en relaties door het aangaan van sociale interactie.
Een vernieuwend element is dat leden van de party nieuwe voorwerpen kunnen maken of repareren.

## Spellen in de reeks
| Jaar | Titel                                   | Platforms               |
| ---- | --------------------------------------- | ----------------------- |
| 1996 | Star Ocean                              | Super Famicom           |
| 1998 | Star Ocean: The Second Story            | PlayStation             |
| 2001 | Star Ocean: Blue Sphere (spin-off)      | Game Boy Color          |
| 2003 | Star Ocean: Till the End of Time        | PlayStation 2           |
| 2009 | Star Ocean: The Last Hope               | Xbox 360, PlayStation 3 |
| 2016 | Star Ocean: Integrity and Faithlessness | PlayStation 4           |
| 2016 | Star Ocean: Anamnesis (spin-off)        | Android, iOS            |